# 須崎明
須崎明 (すざき　あきら、1971年4月14日 - ) は、日本の歯科医師。愛知県出身。

## 略歴
1971年 - 愛知県に生まれる。
1996年 - 愛知学院大学歯学部歯学科卒業
2000年 - 愛知学院大学大学院歯学研究科修了、博士(歯学)の学位取得、愛知学院大学歯学部保存修復学講座　助手
　　　　  平成12年度　日本歯科保存学会奨励賞　受賞
2001年 - 愛知学院大学歯学部附属病院審美歯科外来　医員
2001年 The International Conference on Dentin/Pulp Complex, “Young Investigator Award” 受賞
2002年 - 愛知学院大学歯学部保存修復学講座　講師
2003年 - モンゴル国立健康科学大学　客員准教授
2005年 - 愛知学院大学歯学部保存修復学講座　非常勤講師、ユマニテク歯科製菓専門学校　非常勤講師
　　　　  ぱんだ歯科　院長
　　　　  東海歯科医療専門学校　非常勤講師
2018年 - 医療法人ジニア　ぱんだ歯科　理事長

## 所属学会
- 愛知学院大学歯学会会員

- 日本歯科保存学会会員

- 日本レーザー歯学会会員(専門医* 指導医)

- 日本歯科審美学会会員(認定医)

- 日本歯科理工学会会員

- IADR(国際歯科研究学会)会員

- JADR(国際歯科研究学会日本部会)会員

- Academy of Operative Dentistry（米国保存修復学会）会員

- 日本接着歯学会会員

- 日本臨床歯周病学会会員

- 日本歯周病学会会員

- 日本顕微鏡歯科学会会員

## 著書
- 歯科用レーザー* 21世紀の展望　パート1:共著（クインテッセンス出版）,2001
- 現代の治療指針2003　全治療分野とカリオロジー ：共著（クインテッセンス出版）,2003
- 歯科用レーザー* 21世紀の展望　パート2:共著（クインテッセンス出版）,2004
- 審美修復　ここが知りたい　Ｑ４６：共著（デンタルダイヤモンド社）, 2005
- フッ化物徐放性修復材料ガイドブック：共著（永末書店）,2005
- 臨床歯科医学* 口腔外科学：共著（医学書院）,2006
- 接着がゆく　わたしの接着作法　わが社の接着事情：共著（医学書院）,2006
- 臨床に役立つ接着修復のすべて：共著（医歯薬出版株式会社）,2006
- 現代の治療指針2006* 2007　全治療分野とカリオロジー ：共著（クインテッセンス出版）, 2007
- 私のお勧めオーラルアプライアンス：共著（永末書店）、2007
- DHがつくる“和”の世界：共著（デンタルダイヤモンド社）, 2007
- 現代の治療指針2008　歯周治療と全治療分野：共著（クインテッセンス出版）, 2008
- ラタイチャーク　カラーアトラス　歯周病学　第3版：日本臨床歯周病学会訳：監訳支部協力者（永末書店）、2008
- 症例で見る歯科用レーザーの有効活用：共著（日本歯科評論）, 2008
- 歯科器材ガイドブック2009：共著（医歯薬出版株式会社）,2008
- 現代の治療指針2009　欠損* 審美補綴と全治療分野：共著（クインテッセンス出版）, 2009
- 歯科衛生士教育サブテキスト　臨床実習HAND BOOK：共著（クインテッセンス出版）, 2010
- 患者さんを惹きつける歯科医院づくり　患者さんと共に進める歯科治療　- チーム医療で地域に根ざす　ぱんだ歯科 -：ヒョーロン* パブリッシャーズ , 2010
- 日常臨床で必ず使える　コンポジットレジン修復の一手：共著（クインテッセンス出版）, 2011
- 歯科衛生士ベーシック　スタンダード　ホワイトニング：共著（医歯薬出版株式会社）,2011
- 最新歯科用マテリアル　１２０％活用法　もっと使えて、もっと活かせる！：（クインテッセンス出版）, 2014
- Making Smile ：（デンタルダイヤモンド社）, 2014
- デジタル　デンティストリー　イヤーブック：共著（クインテッセンス出版）, 2014
- 修復と補綴のLongevity 治療の“Re”にサヨナラしよう：共著（デンタルダイヤモンド社）, 2015
- 今、知りたい成功するCAD/CAM – 保険診療から自費診療まで -：共著（永末書店）、2016.
- 落ちない接着　その理論と臨床的ストラテジー：共著（永末書店）、2017
- そうだったのか！CR修復　CR修復に悩んでいる人に読んで欲しい本：ヒョーロン* パブリッシャーズ , 2017
- このまま使える　Dr.もDHも！　歯科医院で患者さんにしっかり説明できる本　– 患者教育に重要なトピック１４ -：共著（クインテッセンス出版）, 2017
- 削らない治療の実践的CR(DVD書籍：6枚組)：医療情報研究所,2017
- もう悩まない！時代が求める接着臨床：共著（デンタルダイヤモンド社）, 2018